# Hans Vestager
Hans Vestager Hansen (født 3. april 1945 i Borup Sogn) er en dansk pensioneret sognepræst og politiker fra Radikale Venstre.
Hans Vestager voksede op i Borup og blev student fra Roskilde Katedralskole i 1964 og cand. theol. fra Københavns Universitet i 1974. 1974-1975 var han lærervikar ved Ølgod Byskole[kilde mangler] og 1975-1976 rejsesekretær for Dansk Santalmission. Han var sognepræst i Ølgod-Strellev Pastorat i Ribe Stift fra 1. november 1979 til 31. april 2015. Han fratrådte fordi han var fyldt 70 år, som er aldersgrænsen for præster i Folkekirken.
Hans Vestager har været interesseret i politik siden hans studentertid. På universitetet var han var formand for studienævnet som den første studerende.
Hans Vestager blev opstillet til Folketinget for Det Radikale Venstre i 1994. Han fik 568 personlige stemmer i Sydjyllands Storkreds ved folketingsvalget i 2011. Han var barselsvikar i Folketinget for Marlene Borst Hansen fra  5. marts 2012 til 30. november 2012. Hans datter Margrethe Vestager var på det tidspunkt De Radikales politiske leder. Vestager var kirke-, social- og kulturordfører for Radikale Venstre, mens han var i Folketinget. Han havde orlov fra sit arbejde som sognepræst i perioden.
Han var tidligere byrådsmedlem i Ølgod Kommune for Lokallisten fra 1986 og formand for Teknisk Udvalg i kommunen 1994-1997 og formand for Socialudvalget fra 1998.
Han har været medlem af bestyrelsen for Skovlund Andelskasse og af hovedstyrelsen for Dansk Friskoleforening.

## Privat
Hans Vestager er søn af mejerist Knud Hansen og lærer Kitty Vestager Andersen. Han blev gift med sognepræst Bodil Tybjerg (født 1946) den 13. oktober 1973 i Lindeballe Sogn. Hans Vestager er far til politikeren Margrethe Vestager.